# Janko Tipsarević
Janko Tipsarević (serbiska: Јанко Типсаревић), född 22 juni 1984 i Belgrad, är en serbisk tennisspelare, vars hittills högsta rankning är 8. 22 oktober 2012 är han världsnia. Han var med och vann Davis Cup 2010.